# Elecciones parlamentarias de Haití de 1967
Elecciones parlamentarias tuvieron lugar en Haití el 22 de enero de 1967. El Partido Unidad Nacional del presidente François Duvalier fue el único partido legal para el momento, mientras que todos los demás partidos fueron prohibidos en 1963.